# Aliatypus
Aliatypus is een spinnengeslacht uit de familie Antrodiaetidae.

## Soorten
Het geslacht kent de volgende soorten:
- Aliatypus aquilonius Coyle, 1974
- Aliatypus californicus (Banks, 1896)
- Aliatypus erebus Coyle, 1974
- Aliatypus gnomus Coyle, 1974
- Aliatypus gulosus Coyle, 1974
- Aliatypus isolatus Coyle, 1974
- Aliatypus janus Coyle, 1974
- Aliatypus plutonis Coyle, 1974
- Aliatypus thompsoni Coyle, 1974
- Aliatypus torridus Coyle, 1974
- Aliatypus trophonius Coyle, 1974